# Henry Lodge (musicien)
Pour les articles homonymes, voir Henry Lodge et Lodge.
Thomas Henry Lodge fut un compositeur américain de musique ragtime. Né en 1885 dans l'état de Rhode Island, il composa une cinquantaine de morceaux dont plusieurs rags. Citons "Temptation Rag", "Red Pepper" ou encore "Black Diamond Rag". Il mourut en 1933 à Palm Beach en Floride, à l'âge de 48 ans.

## Liste des compositions
- 1904 : At the Ball - Piano CapriceTemptation Rag (1909) Black Diamond Rag (1912)

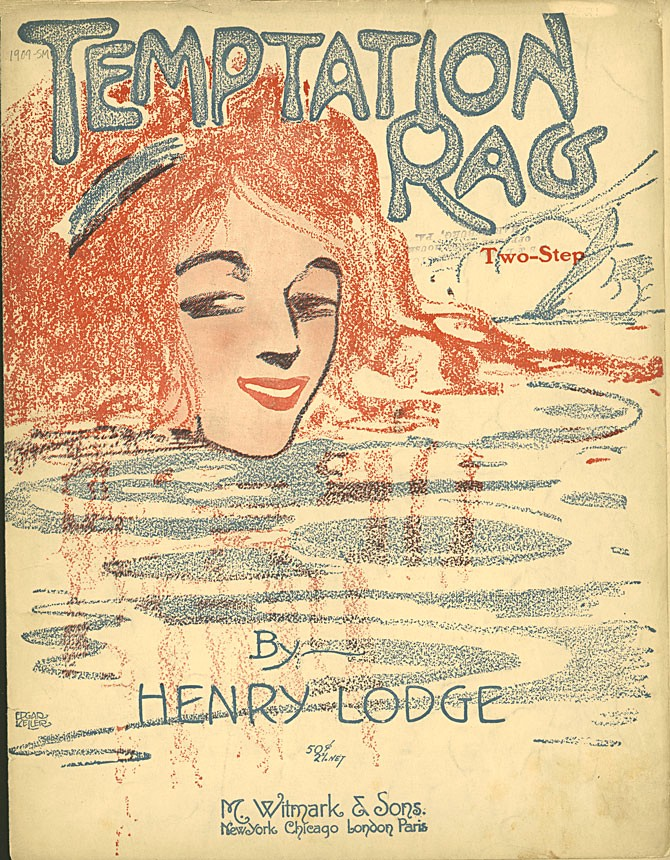
Temptation Rag (1909)

- 1904 : Victorious Eagle - March
- 1909 : Skylark - Intermezzo
- 1909 : Temptation Rag - Two Step

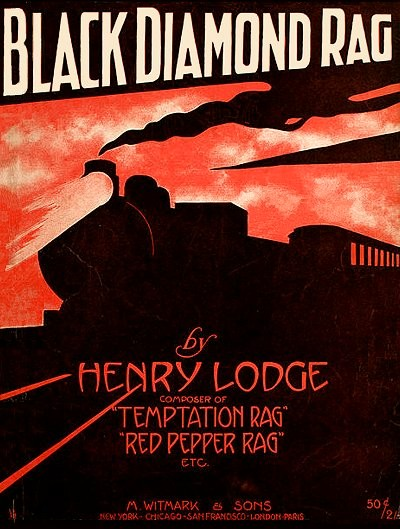
Black Diamond Rag (1912)

- 1909 : Temptation Rag Song [avec Louis Weslyn]
- 1910 : Ole South - A Plantation Dance
- 1910 : Sure Fire Rag
- 1910 : Sneaky Shuffles
- 1910 : Red Pepper, A Spicy Rag
- 1911 : The Roulette Reel - A Parisian Prance
- 1911 : Dixie Daisy Dear [avec Bert Fitzgibbons]
- 1912 : My Tango Maid [avec Jean C. Havez]
- 1912 : Voice of the Cello - Waltz [avec Leon Rogee]
- 1912 : Black Diamond Rag
- 1912 : Tokio Rag
- 1912 : Tango Land
- 1912 : Some Other Time [avec Jack Brockman]
- 1913 : Moonlight Rag
- 1913 : Pastime Rag
- 1914 : My Heart's Tonight in Erin [avec Tom Henry]
- 1914 : He's Working in the Movies Now [avec Vincent Bryan & Harry Williams]
- 1914 : The Egyptian Trot
- 1914 : Fascination Waltz
- 1914 : Oh You Turkey
- 1914 : The Boston Stop
- 1914 : Demi-Tasse
- 1914 : Cupid's Caprice
- 1915 : Silver Fox
- 1915 : Geraldine
- 1915 : Hill and Dale
- 1915 : Gum Drops
- 1917 : The Baltimore Blues
- 1917 : Remorse Blues
- 1917 : Eveline - Geraldine's Sister
- 1917 : In the Spotlight - Waltz [avec Nick Nichols]
- 1918 : Making Cider
- 1918 : The Bounding Buck
- 1918 : Misery Blues
- 1918 : Hifalutin Rag
- 1921 : Shadow Dreams
- 1922 : Gypsy Rose [avec Robert Stark]
- 1923 : Wireless Wavelets
- 1923 : In a Tea Garden: A Japanese Romance
- 1923 : That Red Head Gal [avec Gus Van & Joe Schenck]
- 1924 : Moonlight Silhouettes
- 1925 : Moon Madness - Intermezzo
- 1925 : Rose of the Moonlight [avec Edgar Leslie]
- 1926 : Baiser d'Amour
- 1927 : Indian Butterfly (Namoi) [avec Edgar Leslie & Billy Stone]
- 1928 : Bunny Hug
- 1929 : Missouri Moon [avec Mitchell Parish]
- 1929 : Forget Me [avec Irving Kahal & Willie Raskin]
- 1929 : I Can't Remember the Words [avec Milton Ager & Jack Yellen]